# Silvano Meli
Silvano Meli (ur. 11 sierpnia 1960 r.) – szwajcarski narciarz alpejski. Nie startował na igrzyskach olimpijskich. Zajął 21. miejsce w kombinacji mistrzostwach świata w Schladming. Jego najlepszym sezonem w Pucharze Świata był sezon 1982/1983, kiedy to zajął 19. miejsce w klasyfikacji generalnej, a w klasyfikacji kombinacji był szósty.

## Sukcesy

### Puchar Świata

#### Miejsca w klasyfikacji generalnej
- 1977/1978 – 56.
- 1978/1979 – 99.
- 1980/1981 – 60.
- 1981/1982 – 21.
- 1982/1983 – 19.
- 1983/1984 – 32.
- 1984/1985 – 59.
- 1985/1986 – 80.

#### Miejsca na podium
1. St. Anton am Arlberg – 5 lutego 1983 (zjazd) – 2. miejsce